# Igreja do Bom Jesus (Matosinhos)

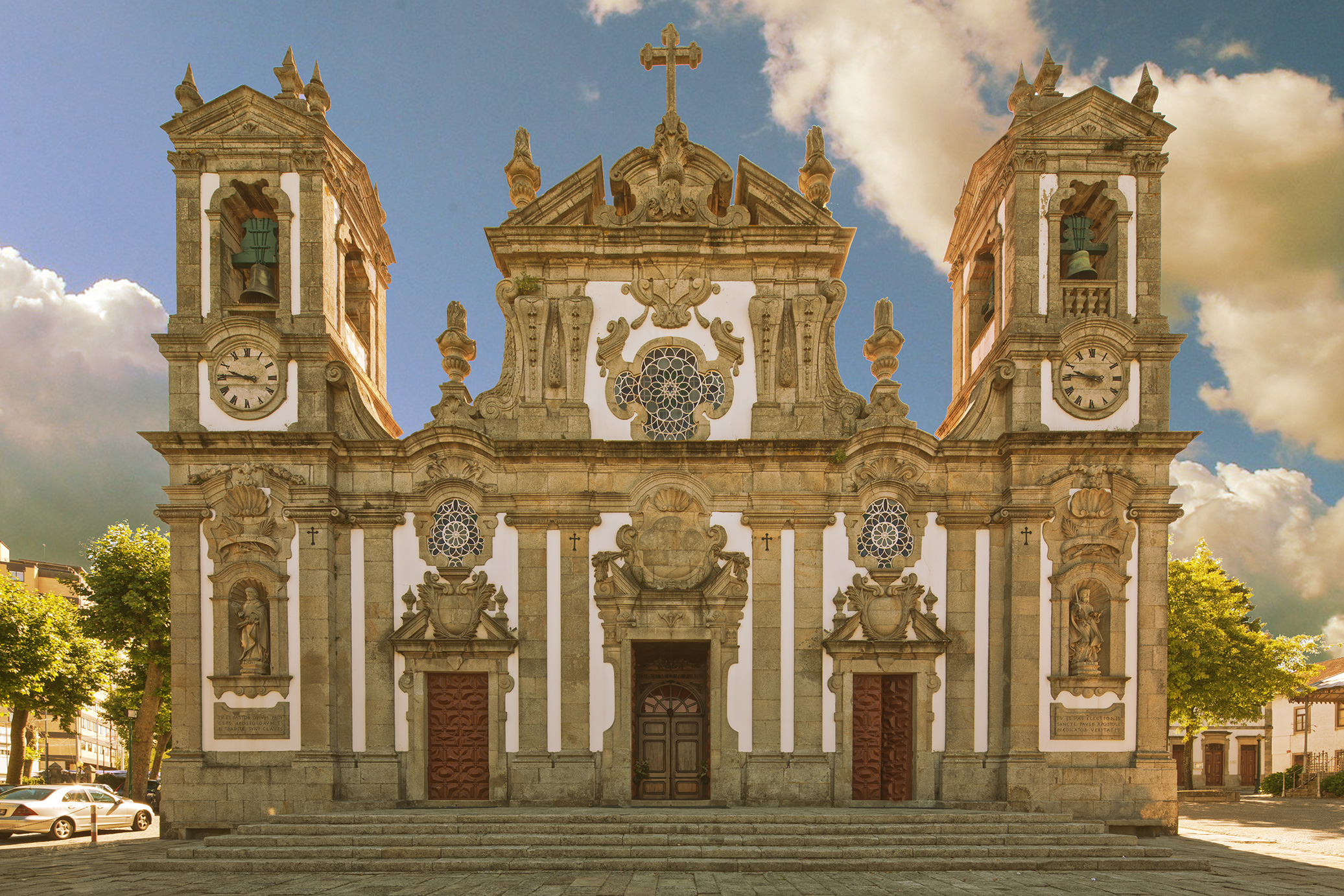
Die Kirche Bom Jesus de Matosinhos

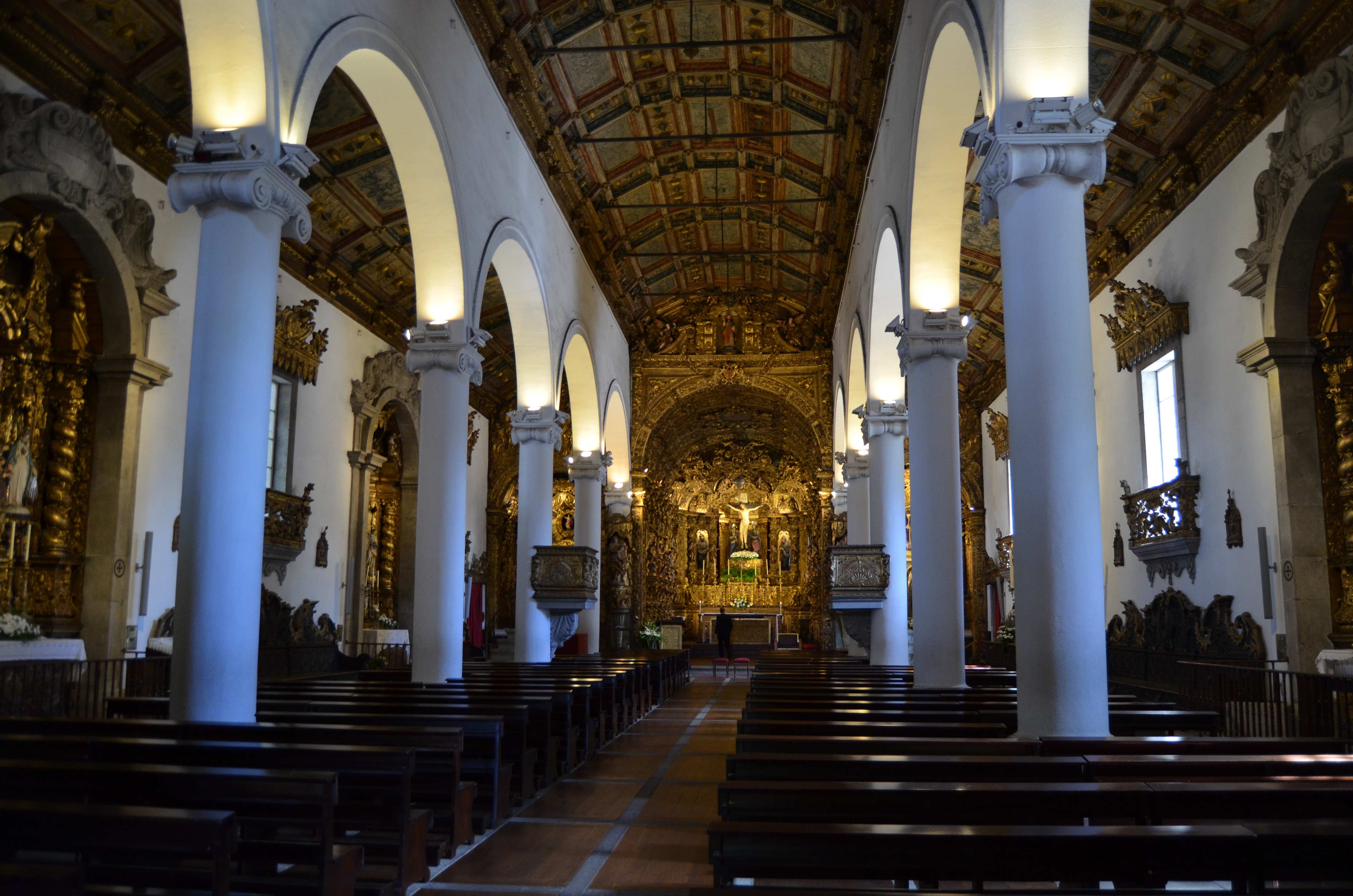
Innenraum der Kirche Bom Jesus von Matosinhos

Die Igreja do Bom Jesus de Matosinhos (auch bekannt als Igreja Matriz de Matosinhos, Igreja paroquial de Matosinhos oder Igreja do Salvador (Kirche des Erlösers)) ist eine Kirche in der Stadt Matosinhos im Distrikt Porto in Portugal. Sie ist ein bekannter Pilger- und Wallfahrtsort, Ort von Romarias und Festen zu Ehren des Senhor de Matosinhos (Unser Herr von Matosinhos). Bom Jesus ist die portugiesische Bezeichnung für Jesus als Schmerzensmann bzw. für die Darstellung des Ecce homo.
Bom Jesus de Matosinhos wurde 1982 als Bauwerk von öffentlichem Interesse in Portugal eingestuft (imóvel de interesse público em Portugal).

## Geschichte
Im Auftrag der Universität Coimbra, die seit 1542 das Patronat über die übergeordnete Gemeinde Bouças besaß, wurde hier im 16. Jahrhundert, zwischen 1559 und 1579, eine Kirche erbaut. Die Leitung lag in den Händen eines der bedeutendsten in Coimbra tätigen Architekten: João de Ruão, der dafür laut Vertrag 1350 Reis erhielt. Dieser ursprüngliche Bau wurde im 17. und 18. Jahrhundert mehrmals ergänzt, u. a. wurde zwischen 1726 und 1733 der Hochchor und Hauptaltar völlig neugestaltet durch den Kunstschnitzer Luís Pereira da Costa, unter Mitarbeit von Ambrósio Coelho und verschiedenen Vergoldern. Nach Abschluss dieser Arbeiten wurde vom 4. bis 6. Mai 1733 ein großes dreitägiges Fest gefeiert, bei welchem auch der verehrte Senhor de Matosinhos zu seinem neuen Thron gebracht wurde.
Seitdem wird dieses Fest jedes Jahr wiederholt und zumindest offiziell wurden damit die Wallfahrten nach Matosinhos begründet. In Wirklichkeit gab es allerdings schon lange zuvor eine alte Tradition von Festen und Wallfahrten zum Bom Jesus de Bouças (Guter Jesus von Bouças), wie er ursprünglich genannt wurde.
Ab 1743 wurde die Kirche überarbeitet und erneuert von dem italienischen Architekten Nicolau Nasoni, der auch in Porto wirkte. Vor allem die Fassade stammt von ihm; er ließ außerdem das Kirchenschiff etwas verlängern, andere Fenster einbauen und die beiden Seitenkapellen neben dem Hochaltar anlegen. Das Resultat ist eine der elegantesten und vorbildlichsten Anlagen des Barock in ganz Portugal. Die Arbeiten wurden finanziert aus Spenden von Emigranten, die ein Vermögen in Brasilien gemacht hatten, und aus „ex-votos“ (Votivgaben) von Seeleuten oder Fischern, die aus Notlagen auf See errettet worden waren.

## Bauwerk

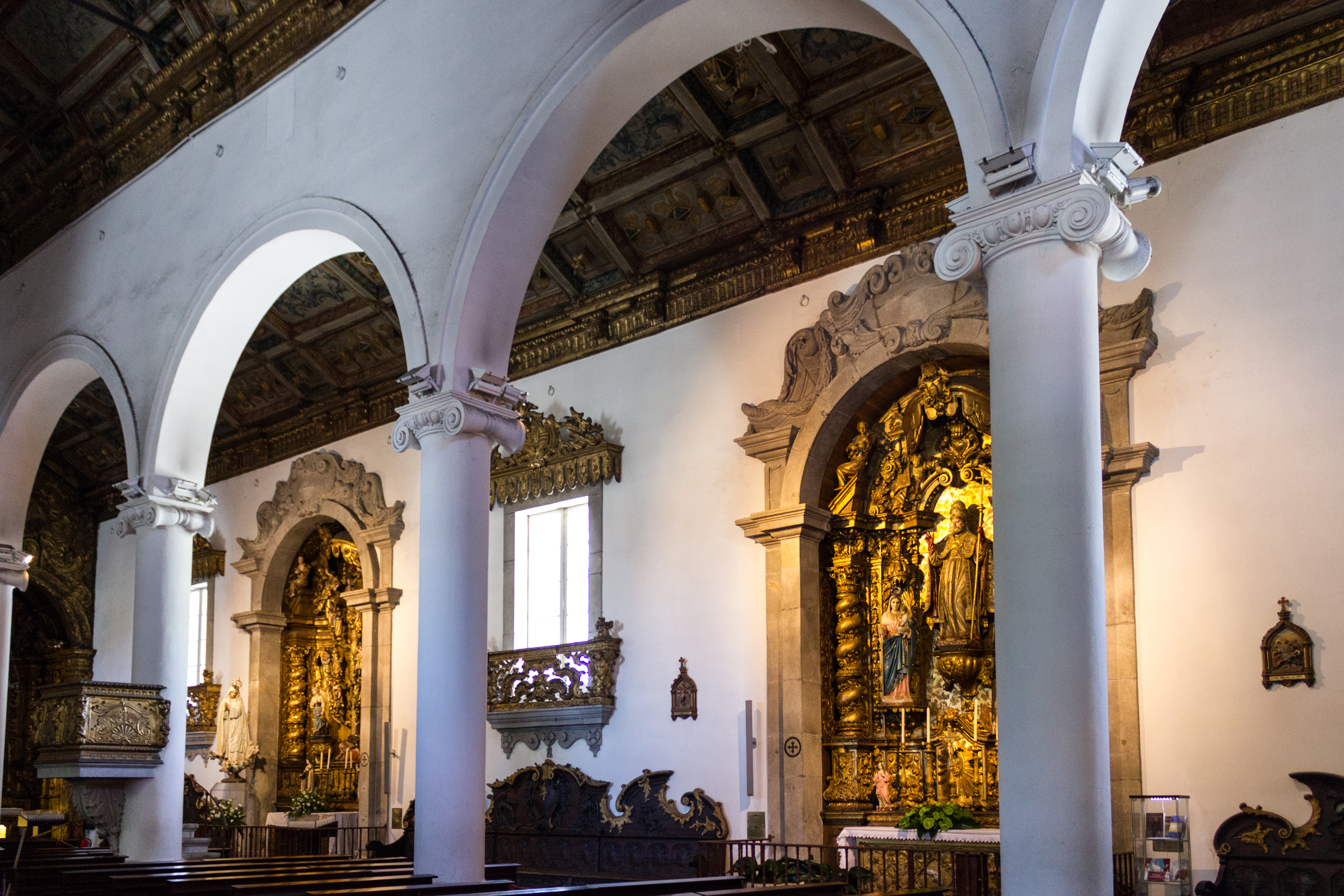
Blick durch die Arkaden zur rechten Seitenwand

Die breite Hauptfassade von ausladenden Dimensionen wird rhythmisiert durch Pilaster und starkes, mäanderartiges Gebälk, und schwingt in klaren Strukturen und einer üppigen barocken Dekoration. Das Hauptportal im Zentrum wird flankiert von zwei kleineren Eingängen. Zu den Seiten hin, nach rechts und links, zwei Glockentürme, in deren Nischen Statuen von den Heiligen Petrus und Paulus stehen.
Das Innere der Kirche bildet eine einzige, ausgewogene Harmonie aus schlichten weißgekalkten Wänden, grauem Granit, naturfarbenem dunklem Holz und dem schimmernden Gold der reichgeschnitzten Altäre. Die Grundstruktur stammt noch aus dem ursprünglichen manieristischen Bau: Sie besteht aus drei Schiffen; die beiden Seitenschiffe werden vom Hauptschiff durch fünf Bögen abgeteilt, die auf ionischen Säulen aufsitzen und aus dem 16. Jahrhundert stammen. Darüber eine hölzerne Kassettendecke aus dem 17. Jahrhundert. In den Seitenkapellen befinden sich barocke Altäre aus Talha dourada, die im zwischen 1746 und 1752 durch Domingos Martins Moreira geschnitzt und von José da Mota Manso vergoldet wurden; sie schufen auch die beiden schönen Kanzeln. Die Rahmungen und Gitter der Fenster sind das Werk von Manuel da Costa Andrade, und wurden zwischen 1753 und 1754 ausgeführt. An den Seitenwänden rechts und links befinden außerdem vier lange Bänke mit geschnitzten Rückenlehnen im Rokokostil von José Teixeira de Guimarães von 1772.

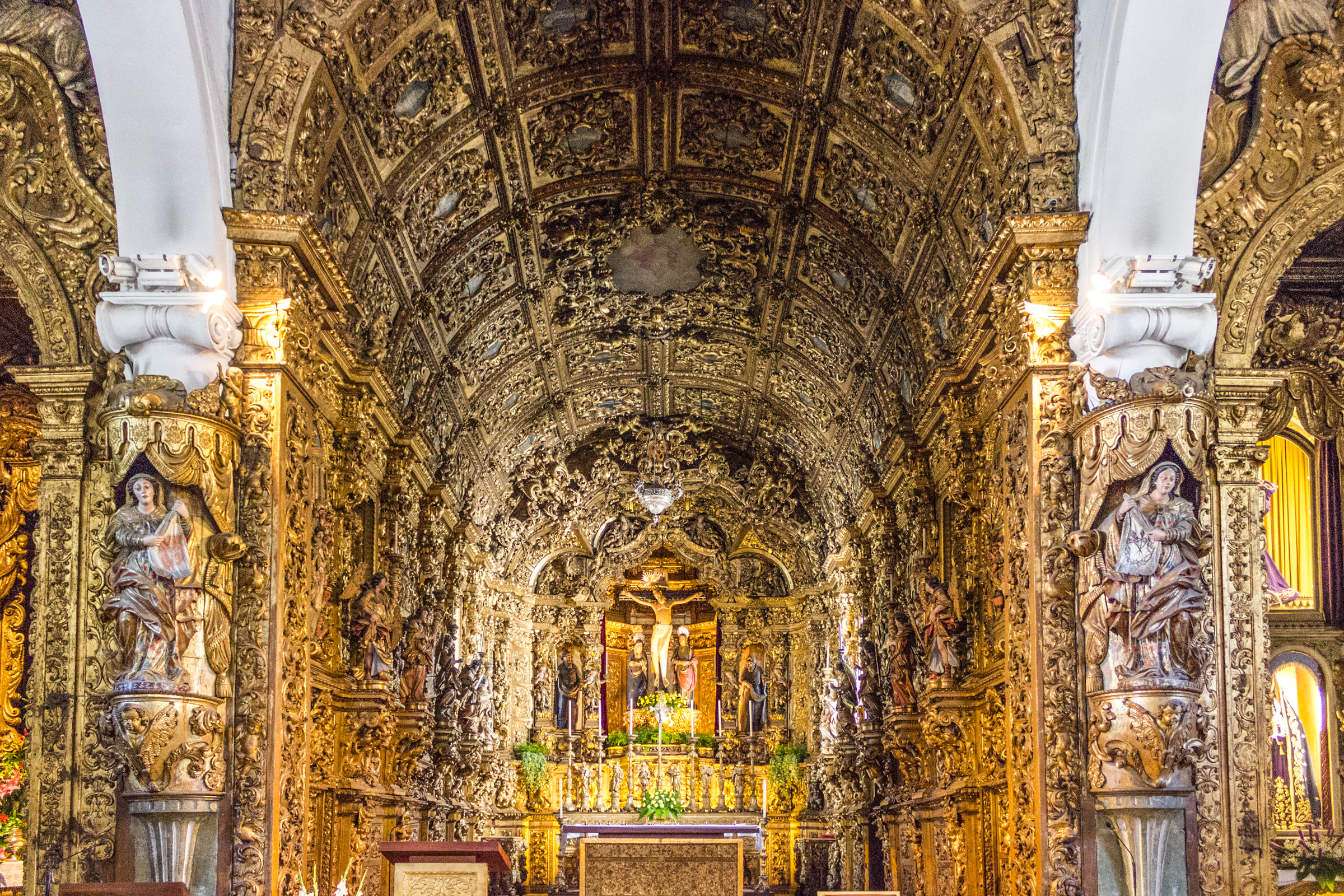
Hauptaltar und -kapelle der Igreja do Bom Jesus de Matosinhos

Das Heiligtum des Hochchor ist wie ein Schatzhaus vollkommen mit talha dourada ausgeschmückt; der Altar markiert stilistisch den Übergang vom hochbarocken estilo nacional zum spätbarocken Stil Dom João V. – das Ganze ist ein Werk von Luís Pereira da Costa aus Porto und Gehilfen, die von 1726 bis 1733 daran arbeiteten. Im Transept stechen ebenfalls Talha dourada-Altäre hervor in den Kapellen des Heiligen Sakramentes und des Senhor dos Passos; diese wurden von 1746 bis 1750 in Gemeinschaftsarbeit von Domingos Martins Moreira und José da Mota Manso geschaffen.

## Orgel
Der Orgelbauer Cristovão Ruiz (= Rodrigues) baute laut einem Vertrag von 1710 eine neue Orgel, die leider nicht erhalten ist. Trotzdem befindet sich auf der Empore eine historische Orgel von nordischem Typus, mit einer ‚Hamburger‘ Fassade mit drei Türmen. Diese wurde 1685 von dem niederländischen Orgelbauer Michael Hensberg erbaut, ursprünglich für das Mosteiro dos Lóios in Porto. Später wurde sie hierher überführt und 1859 durch José António dos Santos erneuert, umgeformt und „iberisiert“. 1992 wurde sie restauriert von der Oficina e Escola de Organária (Amt und Schule für Orgelbau) von Esmoriz, mit dem Ziel den ursprünglichen Zustand wiederherzustellen. Sie besitzt zehn Register, darunter auch einige geteilte, auf einem einzigen Manual.

## Wirkung
Die Verehrung des Bom Jesus de Matosinhos wurde von den portugiesischen Seeleuten auch nach Brasilien tradiert, wo es einige Kirchen gibt, die ihm geweiht sind, insbesondere das Santuário do Bom Jesus de Matosinhos in Congonhas, und die Igreja do Senhor Bom Jesus de Matosinhos in Serro (Minas Gerais); außerdem das Santuário do Senhor Bom Jesus de Matozinhos in Conceição do Mato Dentro (MG).